# オワコン
オワコンとは、主に一般ユーザー又は個人ユーザーに飽きられてしまい、一時は繁栄していたが現在では見捨てられてしまったこと、ブームが去って流行遅れになったこと、および時代に合わなくなった漫画・アニメや商品・サービスなどを意味する日本のインターネットスラング。
「おわコン」や「終わコン」と表記される事もある。類似の用語としては死に筋がある。

## 概要
正式な名称は「終わったコンテンツ」で、元々はアニメファンの間で使用されていたとされ、インターネット上で広まったのは2010年頃からと報じられている。2011年12月1日、ガジェット通信が主催するネット流行語大賞（本家版）では「オワコン」として第5位に認定され、同月には大修館書店が主催する「『もっと明鏡』大賞 みんなで作ろう国語辞典!」の中高生が辞書に載せたい日常語、最優秀作品10語にも「おわコン」として選ばれた。
「オワコン」という言葉自体がオワコンであると報じられることもあり、2010年には読売新聞にて、2013年には社会学者の古市憲寿が日本経済新聞にて、2016年にはITmediaが「オワコンという言葉自体が死語」であると報じている。また、小学館が発行する雑誌「DIME」の記事に拠れば、実際は「終わりそうなコンテンツ」「終わって欲しいコンテンツ」に対して使われる場合が多いと報じている他、エキサイトレビューの記事に拠れば「大抵は煽り文句で使われる」と報じている。
さらに2014年に放送された千葉真一主演のテレビドラマ「おわこんTV」（NHK BSプレミアム）は、「オワコン」をモチーフとした内容で放映された。